# واگن لبه‌کوتاه
در اصطلاح راه‌آهن، واگنی با دیواره‌های کوتاه و بدون سقف برای حمل بارهای با چگالی بالا را واگن لبه‌کوتاه می‌گویند. در ایالات متحده به این نوع واگن‌ها «gondola car یا low side wagon» و در استرالیا «Open wagon» (واگن روباز) می‌گویند.
واگن لبه‌کوتاه یک وسیله نقلیه ریلی روباز است که برای حمل و نقل مواد فله شل استفاده می‌شود. واگن‌های لبه‌کوتاه به دلیل دیوارهای جانبی کوتاه خود برای حمل محموله‌هایی با چگالی بالا مانند صفحات یا کلاف‌های فولادی یا اقلام حجیم مانند بخش‌های پیش‌ساخته ریل راه‌آهن مناسب هستند. واگن‌های لبه‌کوتاه با واگن‌های قیفی تفاوت دارند زیرا در کف خود دریچه‌ای برای تخلیه بار ندارند.
واگن قیفی نوعی واگن باری با کف شیب‌دار است که برای حمل مصالح دانه‌ای که بار آن از کف واگن تخلیه می‌شود کاربرد دارد.

## پیشینه
اولین واگن‌های لبه‌کوتاه در آمریکای شمالی در دهه ۱۸۳۰ توسعه یافتند و عمدتاً برای حمل زغال‌سنگ مورد استفاده قرار می‌گرفتند. واگن‌های لبه‌کوتاه اولیه تفاوت کمی با واگن‌های تخت با کناره‌های چوبی داشتند و معمولاً کوچک بودند - ۳۰ فوت (۹٫۱۴ متر) یا کمتر از طول، و ۱۵ تن کوچک (۱۳ تن بزرگ؛ ۱۴ تن) یا وزن کمتری دارد. این واگن‌ها در ابتدا به‌طور گسترده مورد استفاده قرار نگرفتند، زیرا تنها می‌توانستند توسط کارگرانی که محموله‌هایشان را با دست بیرون می‌آوردند، تخلیه کنند، فرآیندی کند و کار فشرده. راه حلی برای این مشکل در حوالی دهه ۱۸۶۰ با واگن‌های بی سقفی که دریچه‌هایی در کف آن‌ها تعبیه شده بود که می‌توانست در مقصد باز شود و کارگران از بیل برای هدایت محموله‌ها به سمت دریچه‌ها استفاده می‌کردند، ایجاد شد. این یک پیشرفت نسبت به واگن‌های لبه‌کوتاه قبلی بود، اما همچنان نیاز به تخلیه دستی داشت.

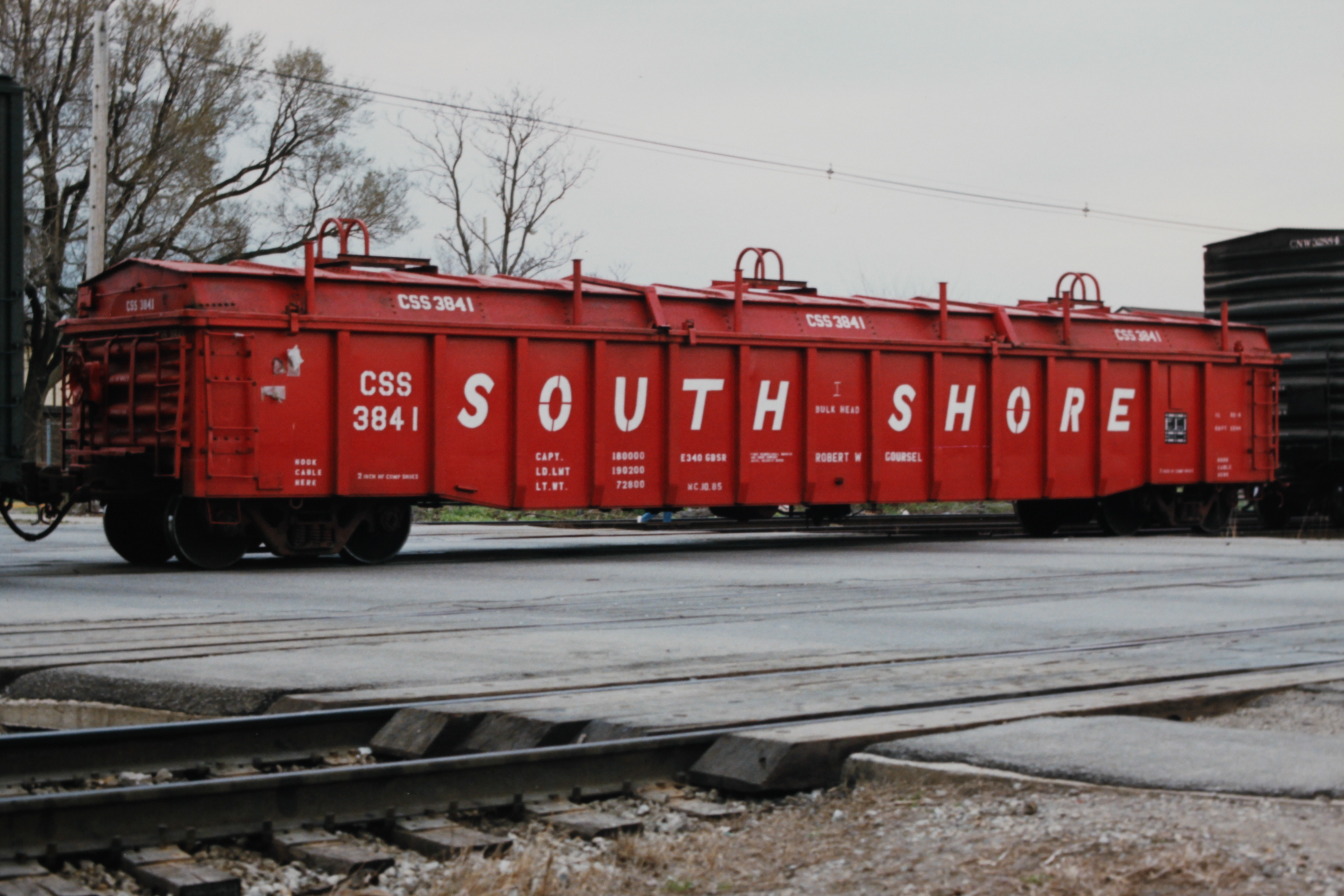
این واگن لبه‌کوتاه سرپوشیده از محموله خود در برابر قرار گرفتن در معرض رطوبت در حین ترابری محافظت می‌کند.

پس از جنگ داخلی آمریکا، پیشرفت در فناوری، به ویژه توسعه فولاد، امکان طراحی واگن‌های بی‌سقف جدید و بزرگتر را فراهم کرد. واگن‌های لبه‌کوتاه جدید ساخته شده با کناره‌ها و قاب‌های فولادی (اگرچه چوب برای کف پوش نگه داشته می‌شد، زیرا انعطاف‌پذیر و ارزان برای جایگزینی بود) اغلب به طول‌های بین ۴۰ و ۵۰ فوت (۱۲٫۱۹ و ۱۵٫۲۴ متر)) ساخته می‌شدند. و به تدریج ظرفیت از حدود ۳۰ تن کوچک (۲۷ تن بزرگ؛ ۲۷ تن)) افزایش یافت. تا ۷۰ تن کوچک (۶۳ تن بزرگ؛ ۶۴ تن) در اوایل تا اواسط قرن بیستم. واگن‌های لبه‌کوتاه برای اهداف تخصصی شروع به ساخت کردند. بسته به محموله مورد نظر آنها، ارتفاع جانبی می‌تواند از ۲ فوت (۰٫۶۱ متر) متغیر باشد برای کالاهای فله مانند شن و ماسه، تا ۶ فوت (۱٫۸۳ متر) یا بیشتر برای بارهایی مانند لوله، ۱۰ فوت (۳٫۰۵ متر) یا بیشتر برای محموله‌های سبک مانند خرده چوب. واگن‌های لبه‌کوتاه سرپوشیده نیز برای محموله‌هایی که باید در برابر عواملی مانند غذا و فولاد تازه ساخته شده محافظت می‌شدند، ساخته شدند. در دهه‌های ۱۹۵۰ و ۱۹۶۰، به لطف ساخت ماشین‌های قوی‌تر و اختراع کمپرسی‌های چرخشی، که این واگن‌های لبه‌کوتاه به‌طور خودکار تخلیه می‌شوند، از واگن‌های لبه‌کوتاه با طرف بالا برای زغال سنگ استفاده می‌شد.

## واگن‌های تخصصی

### واگن‌های وان‌مانند

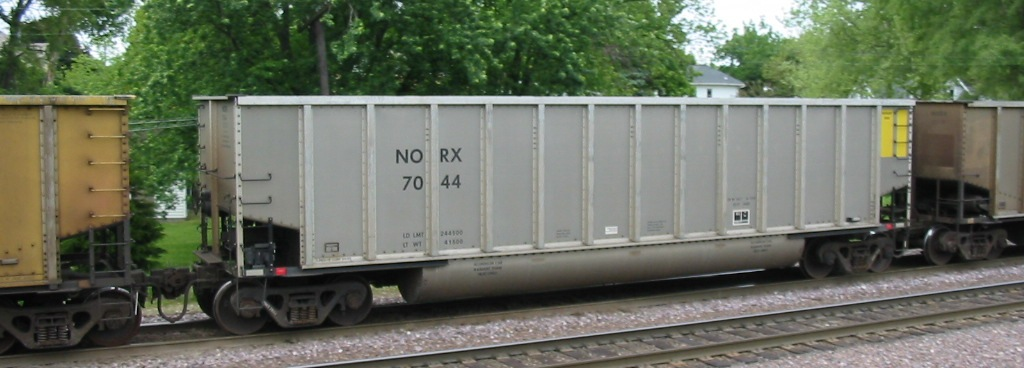
یک واگن لبه‌کوتاه وان‌مانند که از روشل، ایلینوی، در سال ۲۰۰۵ می‌گذرد.

در نیمه دوم قرن بیستم، حمل و نقل زغال‌سنگ از واگن‌های قیفی باز به واگن‌های کناربلند تغییر کرد. با استفاده از یک واگن‌های لبه‌کوتاه، راه‌آهن‌ها می‌توانند مقدار بیشتری زغال سنگ را به ازای هر واگن حمل کنند، زیرا واگن‌های لبه‌کوتاه شامل تجهیزات مورد نیاز برای تخلیه نیستند. با این حال، از آنجایی که این خودروها دریچه‌ای برای تخلیه محصولات حمل‌شده ندارند، راه‌آهن‌ها باید از زباله‌ریزهای چرخشی استفاده کنند.

واگن لبه‌کوتاه زغال سنگ «دوچرخشی» در این ترکیب مورد نیاز است. منظور از «دوچرخشی» این است که در هر دو انتهای واگن وسایل دواری قرار داده می‌شود.

### واگن پیچه‌بر
واگن پیچه‌بَر یک واگن اصلاح شده‌است که به‌طور خاص برای حمل سیم‌پیچ‌های بزرگ فلزی طراحی شده‌است.

### واگن پارسنگ

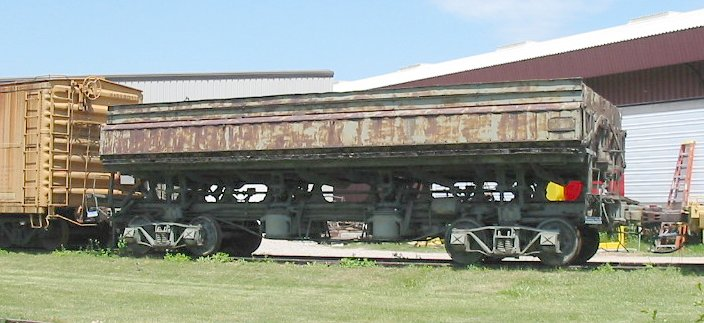
یک واگن‌های لبه‌کوتاه که در موزه راه‌آهن ملی ایالات متحده به نمایش گذاشته شده‌است

واگن‌های برای حمل و تخلیه و پخش مناسب پارسنگ بر روی بستر خط را واگن پارسنگ می‌گویند.

### واگن معدنی

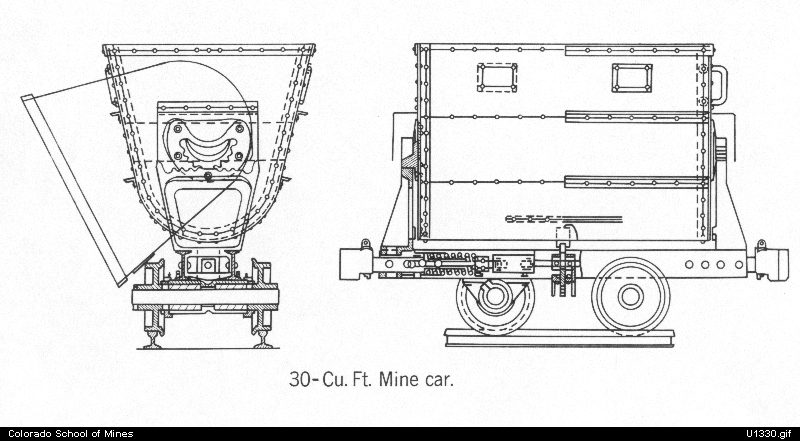
یک 30 cuft ماشین معدن، که از اداره معادن ایالات متحده گرفته شده‌است

واگن‌های لبه‌کوتاه که اغلب در معادن یافت می‌شود. در انگلستان به عنوان واگن تخلیه‌کننده یا چالدرون و در ایالات متحده به عنوان واگن معدن شناخته می‌شود.